# Olaszország gazdasága

## A gazdasági csoda

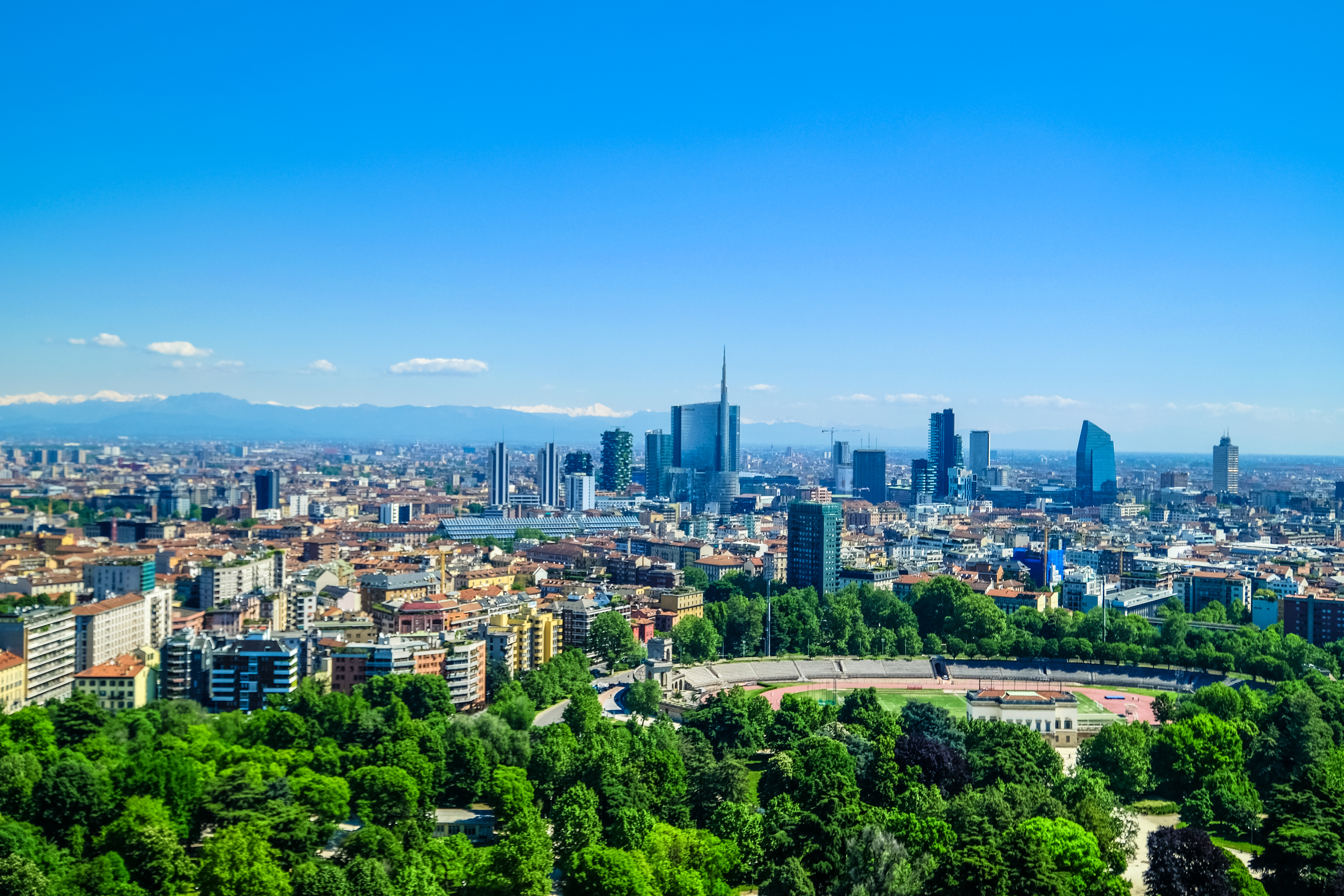
Milánó

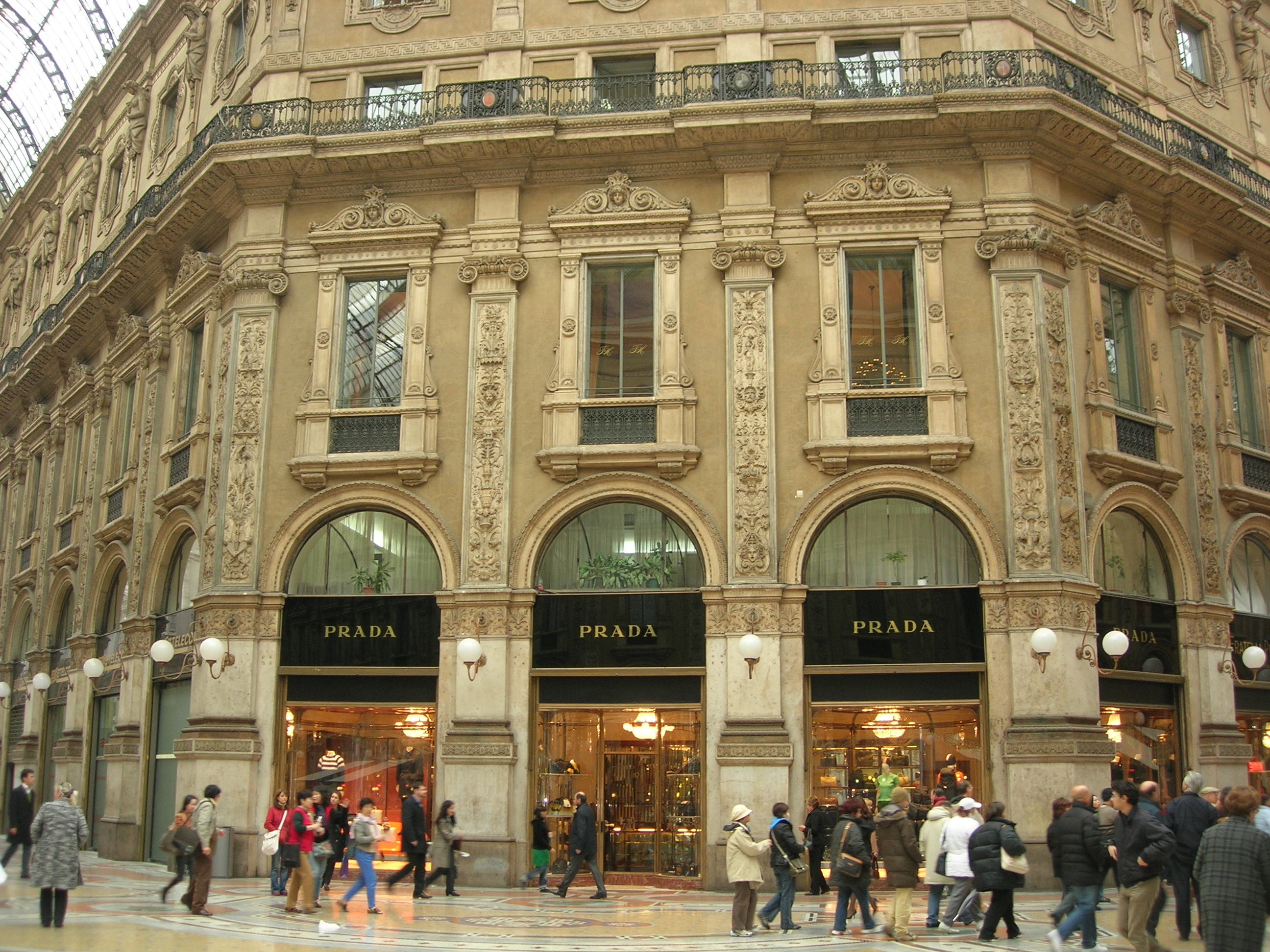
Prada-üzlet Milánóban

A második világháború utánig és az 1950
-es évek elejéig Olaszország egy szegény mezőgazdasági ország volt, kevés nyersanyaggal.
A Marshall-tervnek köszönhetően az olaszok közmunkaprogramokat indítottak (pl. a Del Sole autópálya építése), mellyel új munkahelyeket teremtettek, s új igények jelentkeztek. A legfőbb olasz cégek újraindultak, új technológiákat bevezetve, és az 1960-as évek elején, az olcsó munkaerőnek köszönhetően az olasz termékek 40% már exportra készült szerte Európában: gépkocsik, hűtőszekrények, mosógépek, televíziók, de élelmiszerek és textilanyagok is. A gazdaság minden ágazata, főleg a mechanikai és petrolkémiai, példa nélküli fejlődést értek el az országban.
A gazdasági boom azonban kihangsúlyozta az eleve meglévő különbséget Észak és Dél között: több tízezer déli fiatal kényszerült emigrálni Olaszország gazdasági központjainak valamelyikébe (pl. Milánó, Torino, Genova).
1950-ben fogadtak el egy törvényt, s elindult a Cassa per il Mezzogiorno-program, melynek keretében a cél a déli országrész felzárkóztatása volt, azonban ez nem sikerült még mind a mai napig sem, s a jelentős gazdasági és fejlettségi különbségek még mindig megvannak.

## A gazdaság ma

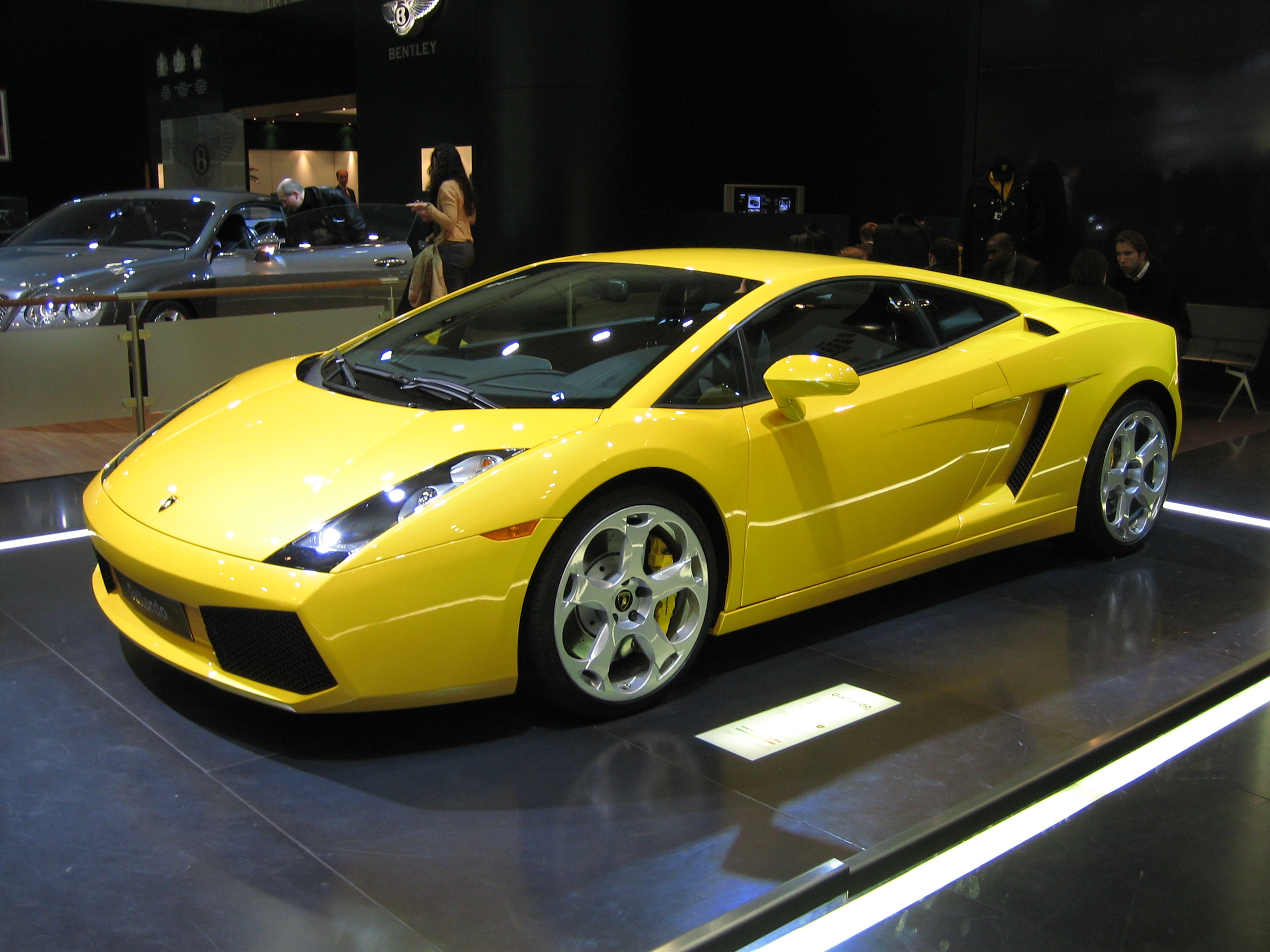
Lamborghini Gallardo

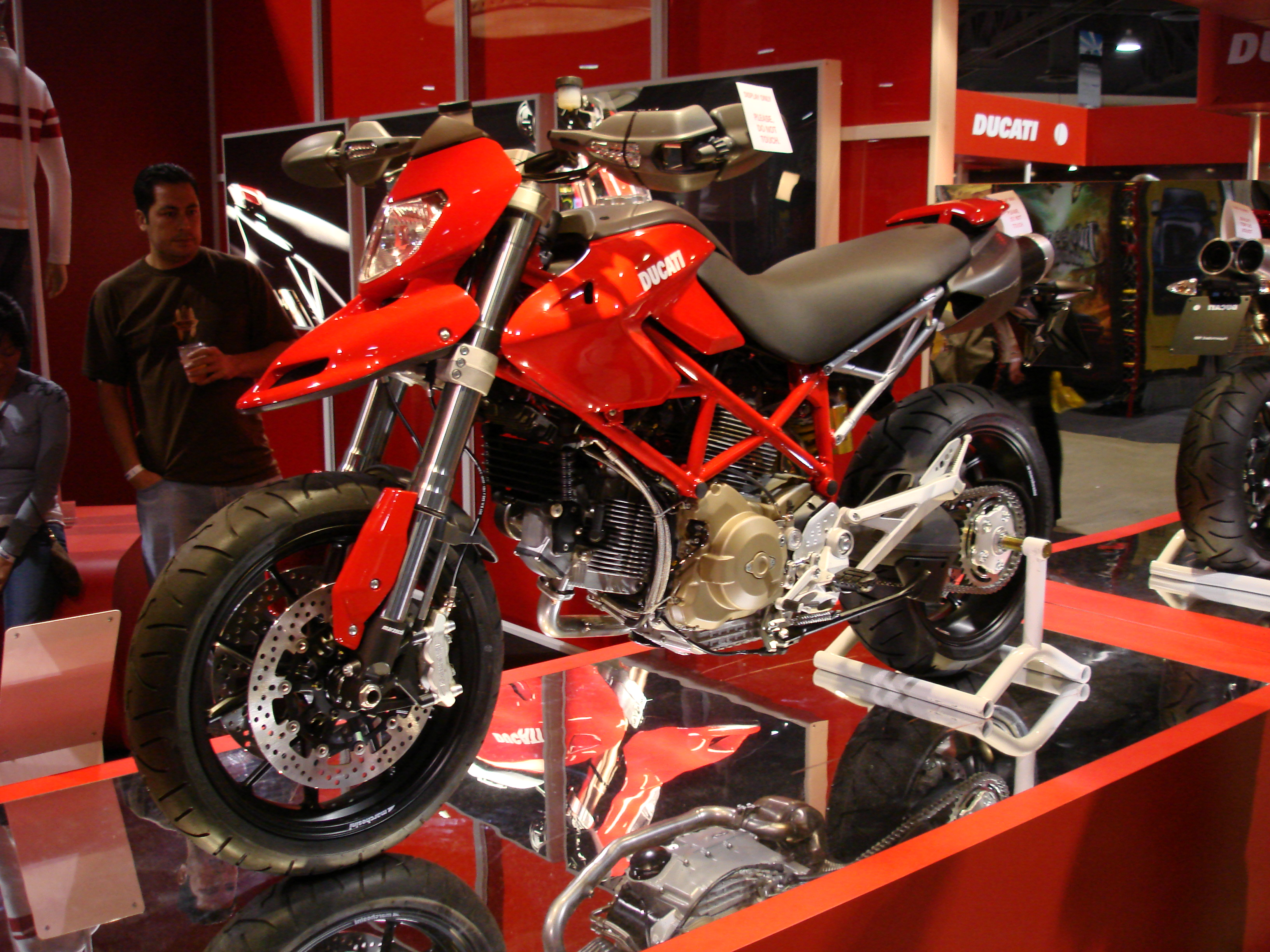
Ducati HyperMotard

Olaszország a Föld fejlett országai közé sorolható. 2013-ban az emberi fejlettségi index (HDI) szerint a 25. ország, mely a világ 11. legnagyobb nemzetgazdaságával rendelkezik,  s az egy főre eső GDP szerint a 27., 35 123 USD/fő (nominális) értékkel.
Exportban az élen járnak (világszinten a nyolcadik ország). Az úgynevezett Made in Italy a gazdaság szinte minden ágazatában jelen van: az autógyártásban (FIAT, Ferrari, Alfa Romeo, Lamborghini, Lancia, Maserati), a motor- és robogógyártásban (Aprilia, Piaggio, Ducati), a háztartási eszközök gyártásában (Zanussi, Candy, Ariston, Indesit), a biztosítótársaságoknál (Assicurazioni Generali), valamint az élelmiszergyártásban: kávé (Lavazza, Illy), édességek (Ferrero, Algida), tészták (Barilla), sajtok, szalámik, gyümölcsök, olajak, borok.
És természetesen a divat: jelentős mennyiségű divatház ért el nemzetközi sikereket, melyek magas minőséget kínálnak (magas áron). A leghíresebbek: Giorgio Armani, Versace, Diesel, Dolce & Gabbana, Gucci, Prada, Benetton.
Megemlítendő a turizmus is: Olaszországot (vagy ahogy az olaszok hívják: il Belpaese) évente kb. 40-45 millió ember keresi fel, ezzel a világ ötödik leglátogatottabb országa Franciaország, az Egyesült Államok, Spanyolország és Kína után. Ebben az országban található a világ legtöbb világörökségi helyszíne, szám szerint 44.
A szolgáltatói szektor foglalkoztatja a népesség több, mint 60%-át. Az ipar a 30%-át a mezőgazdasági szektor pedig a 10%-át.